# دستگاه ایستایی

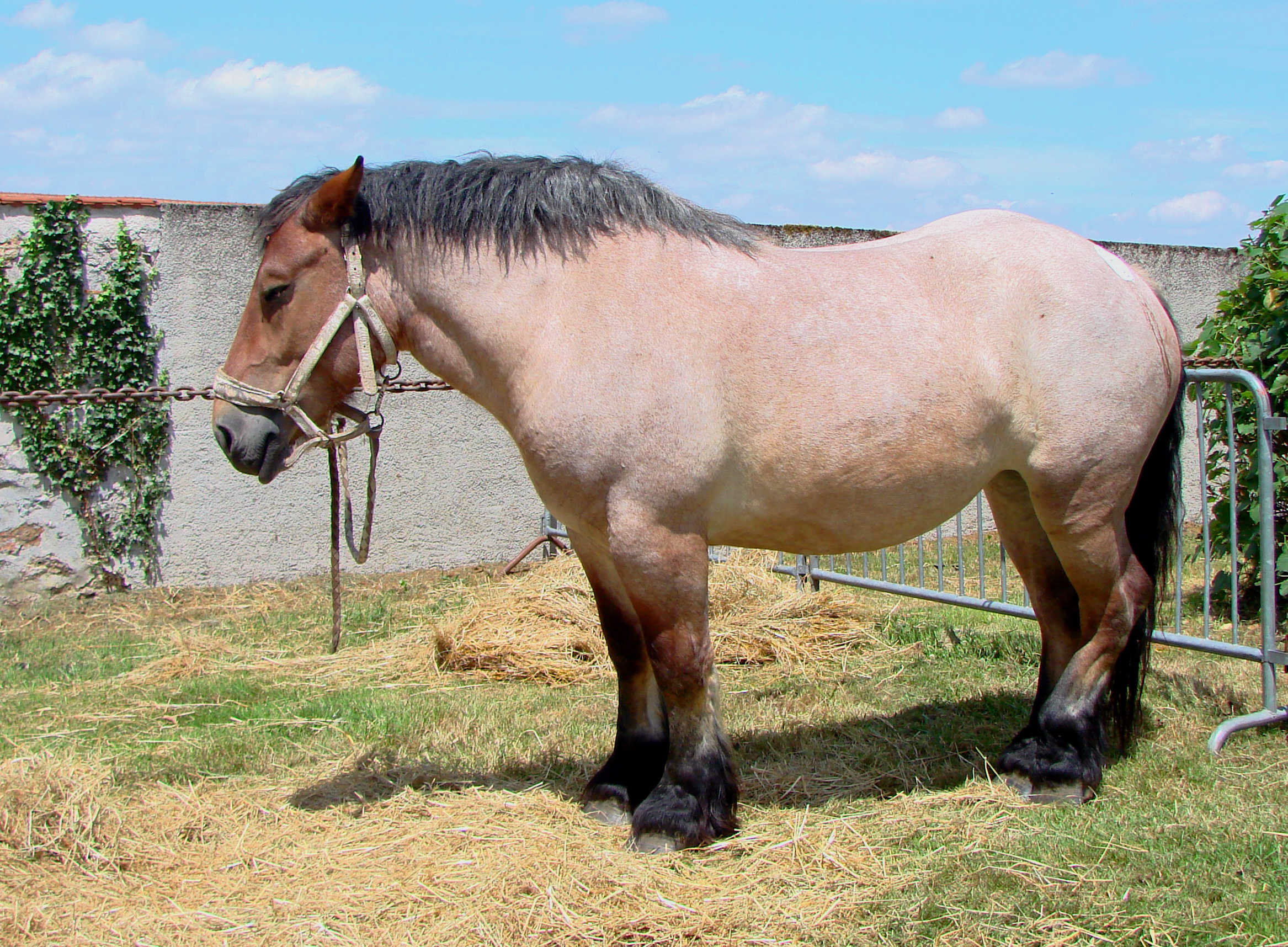
یک اسب بارکش در حال چرت زدن

دستگاه ایستایی (انگلیسی: Stay apparatus) اسب شامل مجموعه‌ای از رباط‌ها، تاندون‌ها و ماهیچه‌ها است که مفاصل اصلی دست و پای اسب را هنگام استراحت و خواب کوتاه قفل می‌کند. دستگاه ایستایی اسب به عنوان مکانیزم و سازوکاری شناخته می‌شود که با آن اسب‌ها می‌توانند در حالی که هنوز ایستاده‌اند وارد خواب سبک شوند. این سامانه در سایر پستانداران بزرگ خشکی نیز وجود دارد. این دستگاه به اسب اجازه می‌دهد تا ماهیچه‌های خود را شل کرده و بدون نگرانی از افتادن چرت بزند. البته اسب‌ها می‌توانند برای استراحت طولانی دراز کشیده نیز بخوابند. دستگاه ایستایی آرایش ماهیچه‌ها، تاندون‌ها و رباط‌هایی است که با هم کار می‌کنند تا حیوان بتواند تقریباً بدون تلاش عضلانی ایستاده بماند. نتیجه این است که یک حیوان می‌تواند وزن خود را بر روی سه اندام توزیع کند در حالی که یک چهارم در وضعیت خمیده و بدون تحمل وزن قرار دارد. حیوان می‌تواند به‌طور دوره ای وزن خود را تغییر دهد تا به پای دیگری استراحت دهد و به این ترتیب همه اندام‌ها می‌توانند به‌طور جداگانه استراحت کنند و ساییدگی و پارگی کلی را کاهش می‌دهد. اگر دستگاه ایستایی نباشد؛ پاهای نسبتاً لاغر برخی از پستانداران بزرگ مانند اسب و گاو در معرض سطوح خطرناکی از خستگی قرار می‌گیرند.
قسمت پایینی دستگاه ایستایی در هر دو پای جلو و عقب یکسان است، در حالی که قسمت بالایی دستگاه بین اندام جلو و عقب متفاوت است.
یک اسب در حالت ایستاده ۱۵ تا ۲۰ دقیقه چرت می‌زند. احتیاجات خواب اسب‌ها نسبت به بشر بسیار تفاوت دارد. برخلاف انسان‌ها، آنها ۵–۶ ساعت مستقیم نمی‌خوابند، اما خواب خود را به چرت‌های کوتاه‌تر تقسیم می‌کنند. اسب در حالت ایستادن برای مدت کمی چندین بار در طول روز، سریع چشم خود را می‌بندد. با این حال، برای خواب عمیق، اسب‌ها دراز می‌کشند و ۲ تا ۳ ساعت در شب هنگام به خواب می‌روند.
در پاهای جلویی، هنگامی که ماهیچه‌های حیوان شل می‌شوند، دستگاه اقامت به‌طور خودکار درگیر می‌شود.
رایج‌ترین گونه اسب وحشی باستانی که اکنون منقرض شده در آمریکای شمالی بود، داینوهیپوس، دارای یک دستگاه ایستایی غیرفعال متمایز بود که به حفظ انرژی در موقع ایستادن برای مدت زیاد کمک می‌کرد. داینوهیپوس اولین اسبی بود که شکل ابتدایی این ویژگی را نشان داد و وجود آن شواهد بیشتری از رابطه نزدیک بین داینوهیپوس و اکوس مدرن (سرده اسب) ارائه داد.